# Bandiera bianca/Summer on a Solitary Beach
Bandiera bianca/Summer on a Solitary Beach è un singolo del cantautore italiano Franco Battiato, pubblicato in Italia il 17 settembre 1981 dalla EMI come estratto dall'album La voce del padrone.

## Descrizione
Il disco è stato ristampato in formato 7" nel marzo del 2021 per il quarantesimo anniversario de La voce del padrone.

## Video musicale
Il videoclip d'accompagnamento di Bandiera bianca è stato diretto da Antonio Syxty e Franco Battiato.

## Tracce
Testi di Franco Battiato, musiche di Franco Battiato e Giusto Pio.
1. Bandiera bianca – 5:19
2. Summer on a Solitary Beach – 4:53

Durata totale: 10:12